# Серебряная чаша эфталитов
Серебряная чаша эфталитов была обнаружена в районе Сват в Гандхаре, Пакистан, и теперь находится в Британском музее. Она датируется 460–479 годами нашей эры, а изображения представляют два разных племени хуна, что предполагает период мирного сосуществования кидаритов и алхонов.

## Описание
Чаша датируется 460-479 гг. н. э., концом правления кидаритов и началом правления алхонов на северо-западе Индии, хотя были предложены и несколько более ранние даты.
Чаша представляет собой группу из четырёх знатных фигур на коне в процессе охоты на животных. Несмотря на своё прежнее отнесение к «эфталитам», отсюда и его устоявшееся название, считается, что чаша представляет собой двух кидаритских благородных охотников в характерных коронах и двух алхонов с их характерной деформацией черепа. Один из алхонов снова появляется на портрете внутри медальона на дне чаши. Это сочетание двух разных племён хуна в одном и том же произведении искусства предполагает период мирного сосуществования кидаритов и алхонов, каждый из которых, возможно, контролировал свою территорию, хотя алхоны в конечном итоге заменили кидаритов в Гандхаре. Такое понимание иконографии эфталитской серебряной чаши является результатом общего научного консенсуса.
В какой-то момент кидариты ушли из Гандхары и алхоны захватили их территорию и их монетные дворы во времена Хингилы. По словам китайских паломников, к 520 году Гандхара определённо находилась под контролем эфталитов (гуннов-алхонов).

### Надпись
Чаша содержит надпись шрифтом брахми рядом с головой одного из охотников-алхонов. Учёные расходятся во мнениях относительно прочтения, но было высказано предположение, что это могло быть имя правителя алхонов Хингилы. Сравнение с надписью брахми его имени на более поздней чеканке Хингилы действительно может свидетельствовать о том, что имя Хингила подразумевается в надписи на вазе, даже несмотря на то, что точечная гравировка довольно неестественна и не совсем соответствует стандартной типографике.

## Другие примеры
Другие образцы очень похожих серебряных чаш были найдены в районе Самарканда, в том числе «Чилекская чаша», считающаяся «самым известным образцом эфталитского искусства», которая по составу близка к эфталитской серебряной чаше, а представляет собой «шесть танцоров в индийских костюмах с иранскими лентами и эфталитскими короткими головами». Она тоже считается объектом алхонов, но, возможно, изготовлена в Индии по просьбе алхонов. Сейчас чаша находится в Самаркандском музее. Мужчина на медальоне на дне чилекской чаши имеет явно вытянутый череп, характерный для гуннов-алхонов.

## Обзор

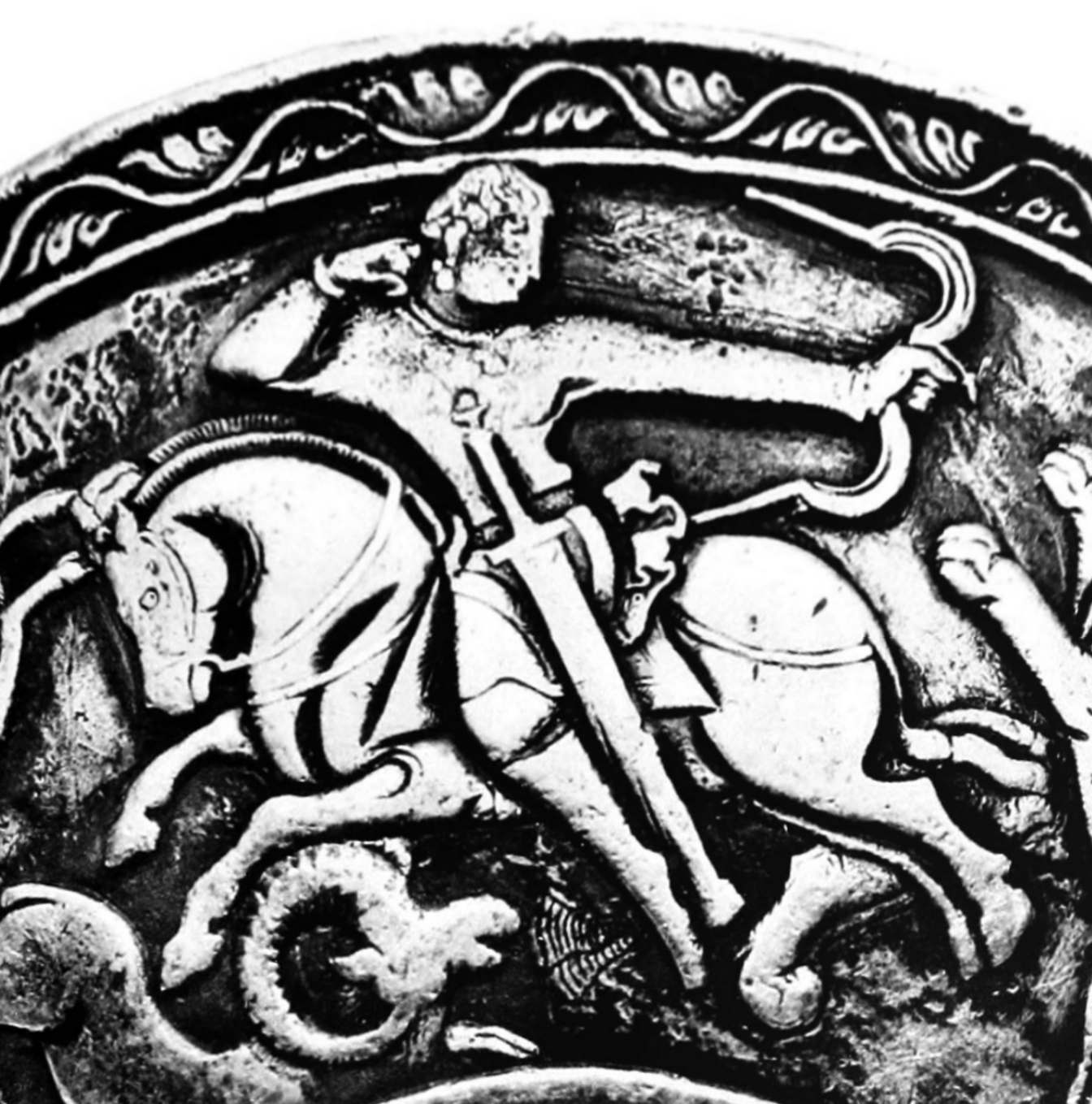
Алхонский всадник
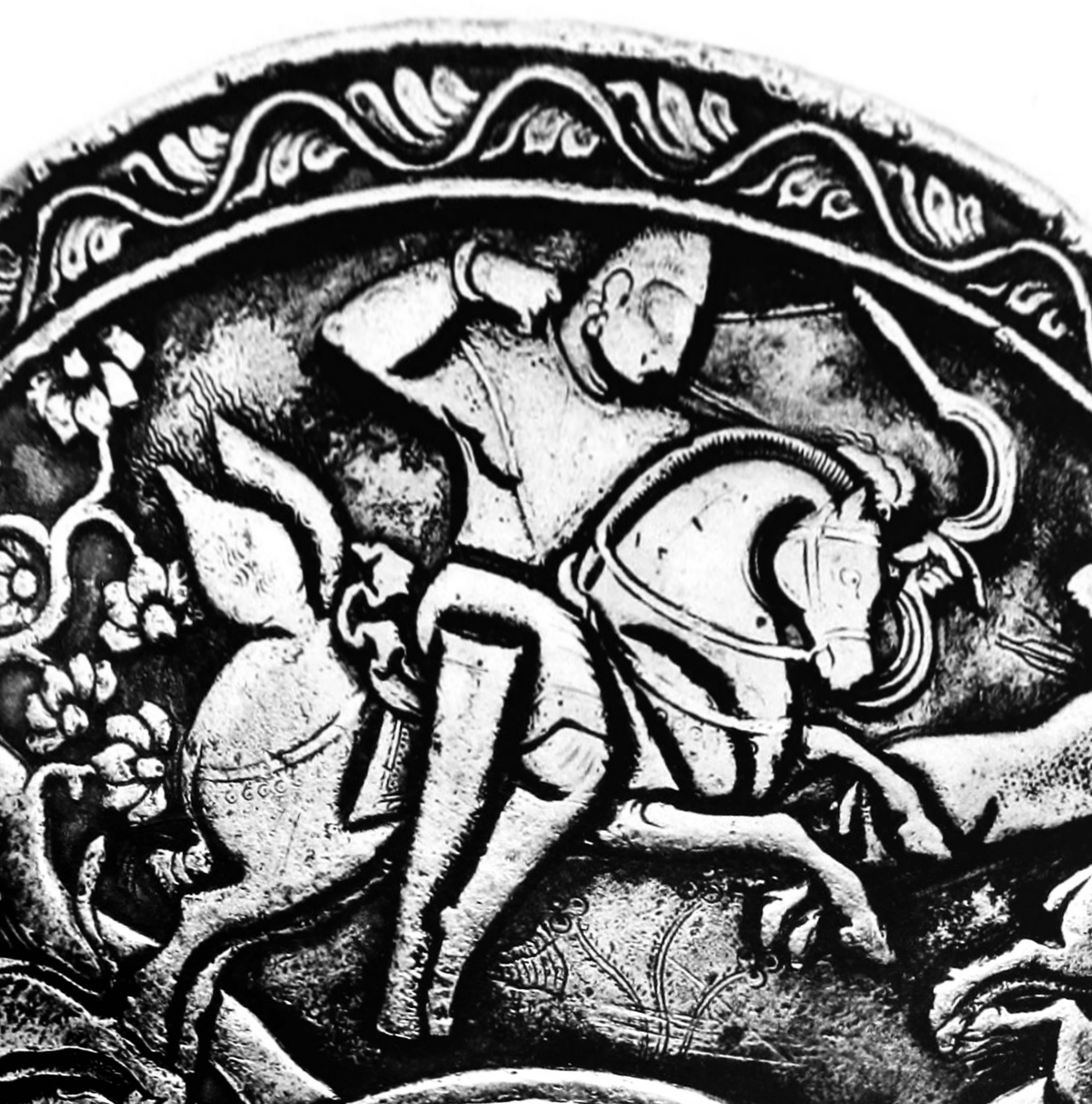
Алхонский всадник
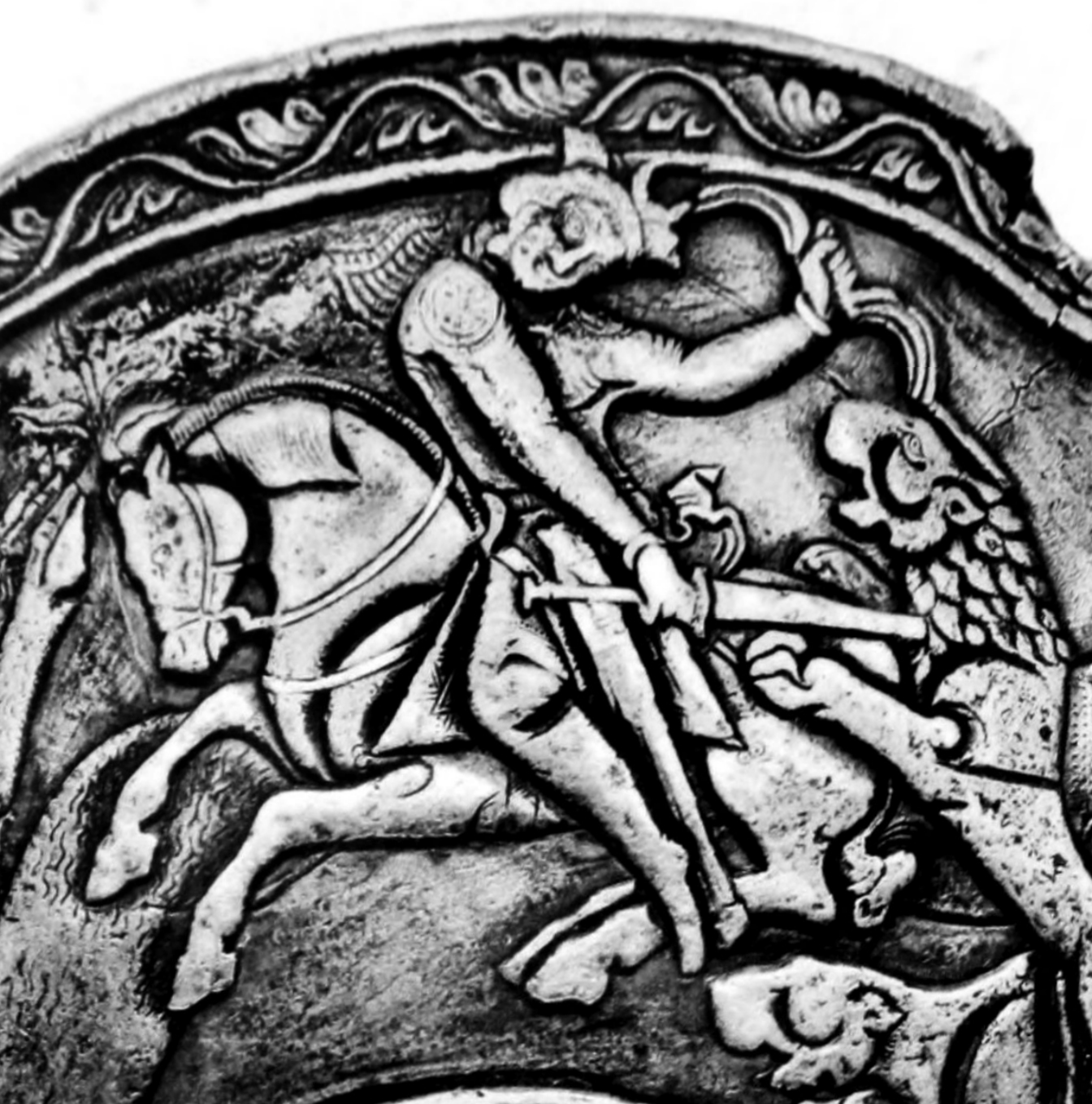
Кидаритский всадник
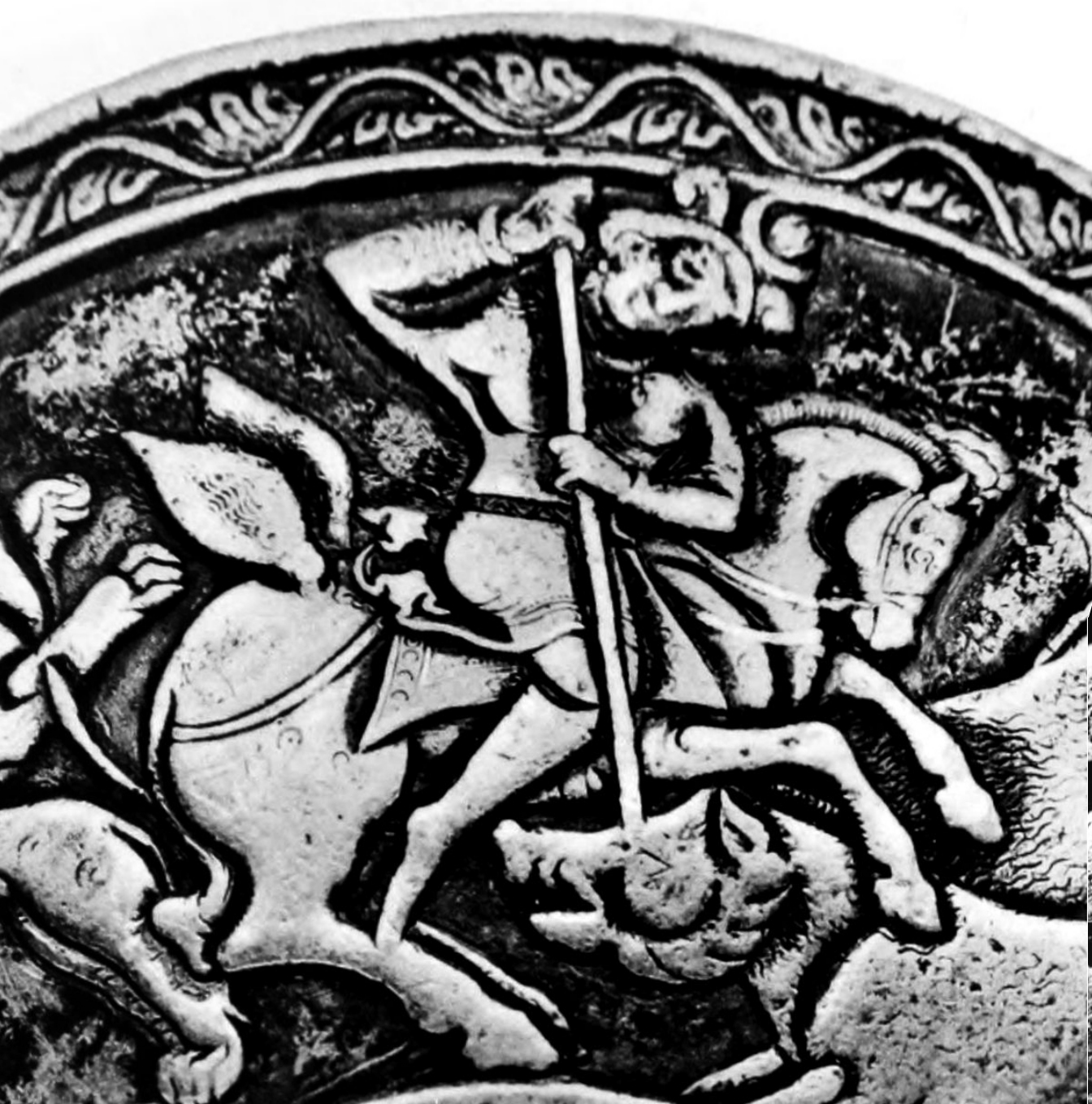
Кидаритский всадник
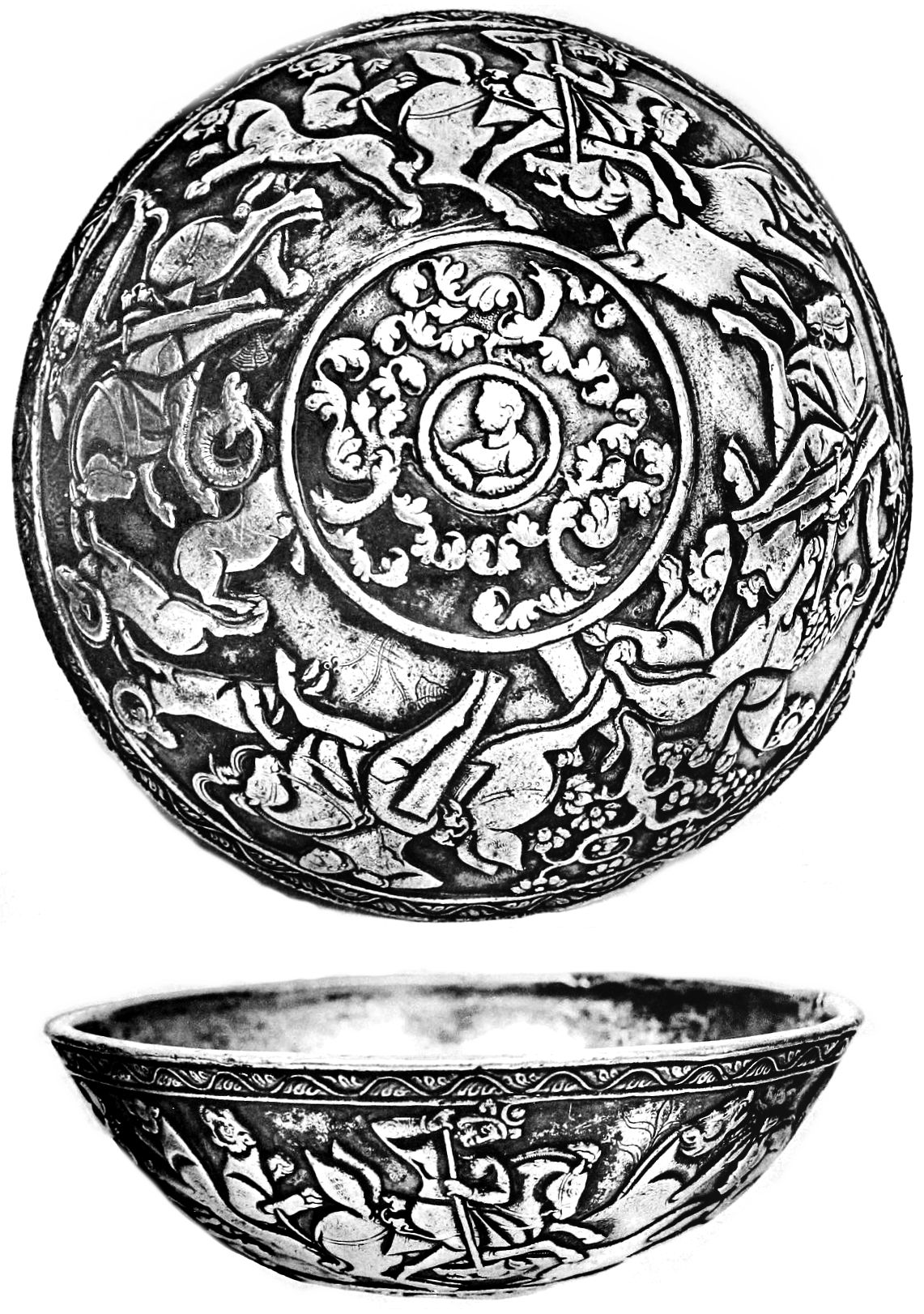
Общий вид чаши